# Троицк (Калманский район)
Троицк — посёлок в Калманском районе Алтайского края России. Входит в состав Калманского сельсовета.

## История
Троицк был основан в 1917 году. По состоянию на 1926 год имелось 327 хозяйств и проживало 1708 человек (813 мужчин и 895 женщин). Функционировали школа I ступени и лавка общества потребителей. В административном отношении являлось центром и единственным населённым пунктом Троицкого сельсовета Барнаульского района Барнаульского округа Сибирского края.

## География
Посёлок находится в центральной части Алтайского края, в лесостепной зоне, в пределах северо-восточной части Приобского плато, на правом берегу реки Калманки, к западу от Оби. На противоположном берегу Калманки расположено село Калманка. Абсолютная высота — 157 метров над уровнем моря.

Климат умеренный, резко континентальный. Средняя температура января составляет −17,7 °C, июля — +19,6 °C. Годовое количество атмосферных осадков — 350—400 мм.

## Население
| 1997 | 1998 | 1999 | 2000 | 2001 | 2002 | 2003 |
| ---- | ---- | ---- | ---- | ---- | ---- | ---- |
| 665  | ↗687 | →687 | ↗694 | ↘688 | ↘686 | ↘650 |
| 2004 | 2005 | 2006 | 2007 | 2008 | 2009 | 2010 |
| ↘644 | ↗659 | ↗665 | ↗677 | ↘675 | ↗706 | ↘626 |
| 2011 | 2012 | 2013 |      |      |      |      |
| ↗634 | ↘622 | ↘605 |      |      |      |      |

Согласно результатам переписи 2002 года, в национальной структуре населения русские составляли 92 %.

## Улицы
Уличная сеть посёлка состоит из шести улиц и одного переулка.